# لوار أتلانتيك الكلاسيكي 2023
لوار أتلانتيك الكلاسيكي 2023 هو سباق دراجات هوائية، وهو الموسم الرابع والعشرين من لوار أتلانتيك الكلاسيكي، وأقيم في 18 مارس 2023.
فاز بالمركز الأول Axel Zingle ‏، وفاز بالمركز الثاني Laurence Pithie ‏، وفاز بالمركز الثالث Maikel Zijlaard ‏.

## الفرق
| فرق عالمية (4)- AG2R Citroën Team - Groupama-FDJ - Cofidis - Arkéa-Samsic فرق برو (7)- TotalEnergies - سويس ريسينغ أكادمي 2023 ‏ - أوسكالتيل أوسكادي 2023 ‏ - Human Powered Health - بولتون إكوتيز بلاك سبوك برو سايكلنج 2023 ‏ - برجس بي إتش 2023 ‏ - سبورت فلاندرين بالويس ‏ فرق قارية (7)- إتش بي بي تي بي – أوبير 93 ‏ - CIC U Nantes Atlantique ‏ - Nice Métropole Côte d'Azur ‏ - Philippe Wagner–Bazin ‏ - Saint Piran (cycling team) ‏ - بي إتش إس - بل بيتون بورنهولم 2023 ‏ - Team Ecoflo Chronos ‏ |  |
| |  |

## التصنيف العام النهائي
| التصنيف العام         | التصنيف العام    | التصنيف العام               | التصنيف العام | التصنيف العام |
| العداء                | العداء           | الفريق                      | الوقت         |               |
| --------------------- | ---------------- | --------------------------- | ------------- | ------------- |
| 1                     | Axel Zingle ‏     | Cofidis                     | 4 س 27 د 17 ث |               |
| 2                     | Laurence Pithie ‏ | Groupama-FDJ                | + 0 ث         |               |
| 3                     | Maikel Zijlaard ‏ | سويس ريسينغ أكادمي ‏         | + 0 ث         |               |
| 4                     | Paul Penhoët ‏    | Groupama-FDJ                | + 0 ث         |               |
| 5                     | كولن جويس        | Human Powered Health        | + 0 ث         |               |
| 6                     | Gotzon Martín ‏   | أوسكالتيل أوسكادي ‏          | + 0 ث         |               |
| 7                     | Donavan Grondin ‏ | اركيا سامسيك                | + 0 ث         |               |
| 8                     | Romain Cardis ‏   | إتش بي بي تي بي – أوبير 93 ‏ | + 0 ث         |               |
| 9                     | ايمانويل مورين   | CIC U Nantes Atlantique ‏    | + 0 ث         |               |
| 10                    | دامين توزي       | AG2R Citroën Team           | + 0 ث         |               |
|                       |                  |                             |               |               |
| مصدر: ProCyclingStats |                  |                             |               |               |

## وصلات خارجية
- لمحة عن سباق لوار أتلانتيك الكلاسيكي 2023 على موقع  ProCyclingStats   (برو  سايكلنج  ستاتس) - إحصاءات  محترفي  الدراجات.
- لوار أتلانتيك الكلاسيكي 2023 على موقع إحصائيات الدراجات الإحترافية (الإنجليزية)